# Motihari
Motihari -– miasto w Indiach niedaleko granicy z Nepalem. Miejsce narodzin brytyjskiego pisarza George Orwella. Leży w jednym z najbardziej zacofanych i zaniedbanych rejonów Indii.
Motihari zamieszkuje około 150 tys. ludzi.